# ISO 3166-2:PR
ISO 3166-2:PR――この記事は、ISOの3166-2規格の内、PRで始まるものを示すものでアメリカ合衆国の海外領土(属領)であるプエルトリコを表している。そしてプエルトリコの地域ごとの行政区画コードは存在しない。
なお、アメリカ合衆国のISO 3166-2:USにプエルトリコが割り当てられておりその行政区画コードはUS-PRである。